# Колтон, Абрам Юдович
Абрам Юдович Колтон (13.06.1914, Петроград — 2007, Санкт-Петербург) — российский инженер, специалист в области гидродинамики.
Окончил ЛГУ (1938).
С 1939 по 1975 год работал на Ленинградском металлическом заводе, с 1962 начальник бюро гидравлических расчетов и исследований КБ водяных турбин. Член ВКП(б)/КПСС с 1947 г.
По совместительству преподавал в Ленинградском политехническом институте. Доцент (1959).
Кандидат технических наук (1953).
Соавтор книг:
- Основы теории и гидродинамического расчета водяных турбин. Абрам Юдович Колтон, Исаак Эле́вич Этинберг. Машгиз [Ленинградское отд-ние], 1958 — Всего страниц: 357
- Гутовский, Евгений Васильевич, Колтон, Абрам Юдович. Теория и гидродинамический расчет гидротурбин, учебное пособие для студентов вузов, обучающихся по специальности «Гидравлические машины и средства автоматики» Ленинград : Машиностроение, Ленинградское отделение , 1974 .- 364, [1] с. .- ил., табл.

Ленинская премия за создание мощной поворотно-лопастной гидротурбины мощностью 126 кВт для Волжской ГЭС им. В. И. Ленина (1959).